# Samuel Höscheller
Samuel Höscheller (getauft 22. April 1630 in Schaffhausen; † um 1714 ebenda) war ein Schweizer Stuckateur, Goldschmied und Offizier. Er begründete die Schaffhauser Stuckdekorationsschule.

## Leben und Familie
Nach einer Lehre als Goldschmied und Stuckateur liess sich Höscheller 1648 einem königlich französischen Garderegiment 1648 als Söldner nach Italien anwerben. Nach Freilassung aus spanischer Gefangenschaft ging er auf Wanderschaft, die ihn nach Strassburg führte. Er kehrte 1663 in seine Heimatstadt zurück und führte dort die Stuckdecke im Haus Zur Hagar aus. Die Goldschmiede-Innung nahm ihn vier Jahre später als «Mitmeister» auf. In der kalten Jahreszeit war Höscheller bis 1699 in seinem Laden am Kirchhofplatz tätig. Als Statthalter des Goldschmiedehandwerks war er mehrfach dessen Vertreter vor dem Schaffhauser Rat. Als Vorstand wird er letztmals im September 1713 genannt. Höscheller starb vor Mai 1715.
In der wärmeren Jahreszeit führte Höscheller Stuckarbeiten in Schaffhausen sowie in Zürich und Umgebung aus. Beim Rat seiner Heimatstadt erreichte er 1684 den gewerberechtlichen Schutz für «Gipser und Kalchschneider». Als Fähnrich, Offizier und 1701 als «Freihauptmann» war Höscheller militärisch bis ins hohe Alter aktiv.
Höschellers Eltern waren der Goldschmied Hans Heinrich Höscheller und die «Lehrgotte» Elisabetha geborene Trippel. Er heiratete um 1663 die Ratsherrentochter Margaretha Spleiss (* 1642). Ihr einziges Kind, eine Tochter, stirbt früh. Sein Schwiegervater Stephan Spleiss war von 1655 bis 1688 Rektor der Schaffhauser Lateinschule.

## Werke (Auswahl)
Signierte Goldschmiedearbeiten Höschellers sind nicht überliefert. Es gibt nur einen Buckelpokal, der ihm zugeschrieben wird. In Privat- und Zunfthäusern sowie öffentlichen Gebäuden sind 15 signierte und datierte Stuckdecken erhalten:
- Lesesaal im Archivgebäude, Schaffhausen (1669)
- Sonnenburggut, Schaffhausen (um 1680)
- Landgut Bocken, Horgen (1688)
- Rathaus, Zürich (1696–1697)
- Rathaus Schaffhausen (1705–1706)
- Zum Luchs, Schaffhausen (1708).